# Oronoco
Oronoco é uma cidade localizada no estado americano de Minnesota, no Condado de Olmsted.

## Demografia
Segundo o censo americano de 2000, a sua população era de 883 habitantes.
Em 2006, foi estimada uma população de 940, um aumento de 57 (6.5%).

## Geografia
De acordo com o United States Census Bureau tem uma área de
5,5 km², dos quais 4,7 km² cobertos por terra e 0,8 km² cobertos por água. Oronoco localiza-se a aproximadamente 297 m acima do nível do mar.

## Localidades na vizinhança
O diagrama seguinte representa as localidades num raio de 16 km ao redor de Oronoco.